# كأس كولومبيا 2017
كأس كولومبيا 2017 (بالإسبانية: Copa Colombia 2017)‏ هو موسم من كأس كولومبيا. كان عدد الأندية المشاركة فيه 36، وفاز فيه أتلتيكو جونيور.